# 4 Pułk Lotniczy

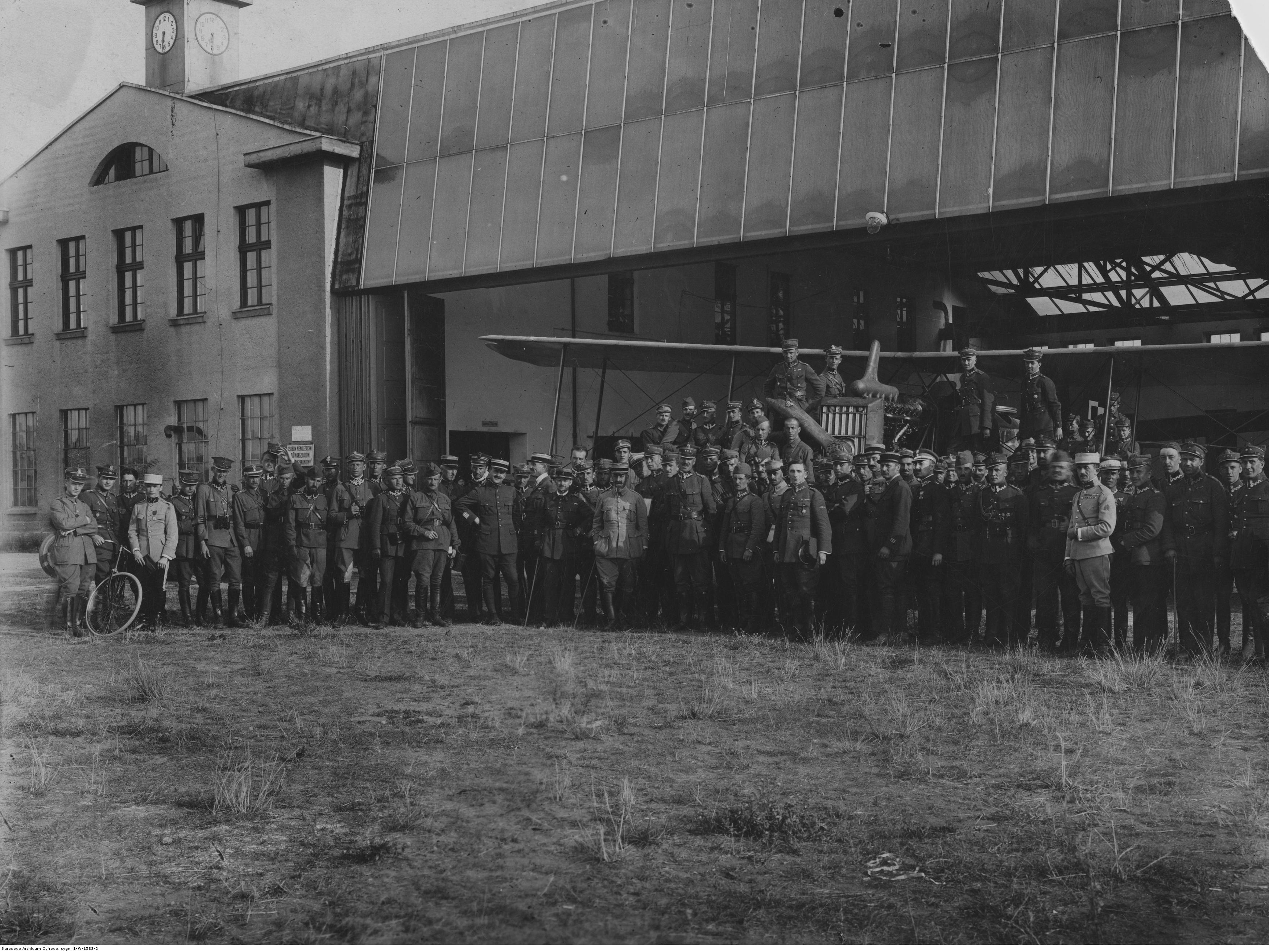
Wizyta zagranicznych wojskowych w 4 pułku lotniczym w Toruniu; lipiec 1921 r.

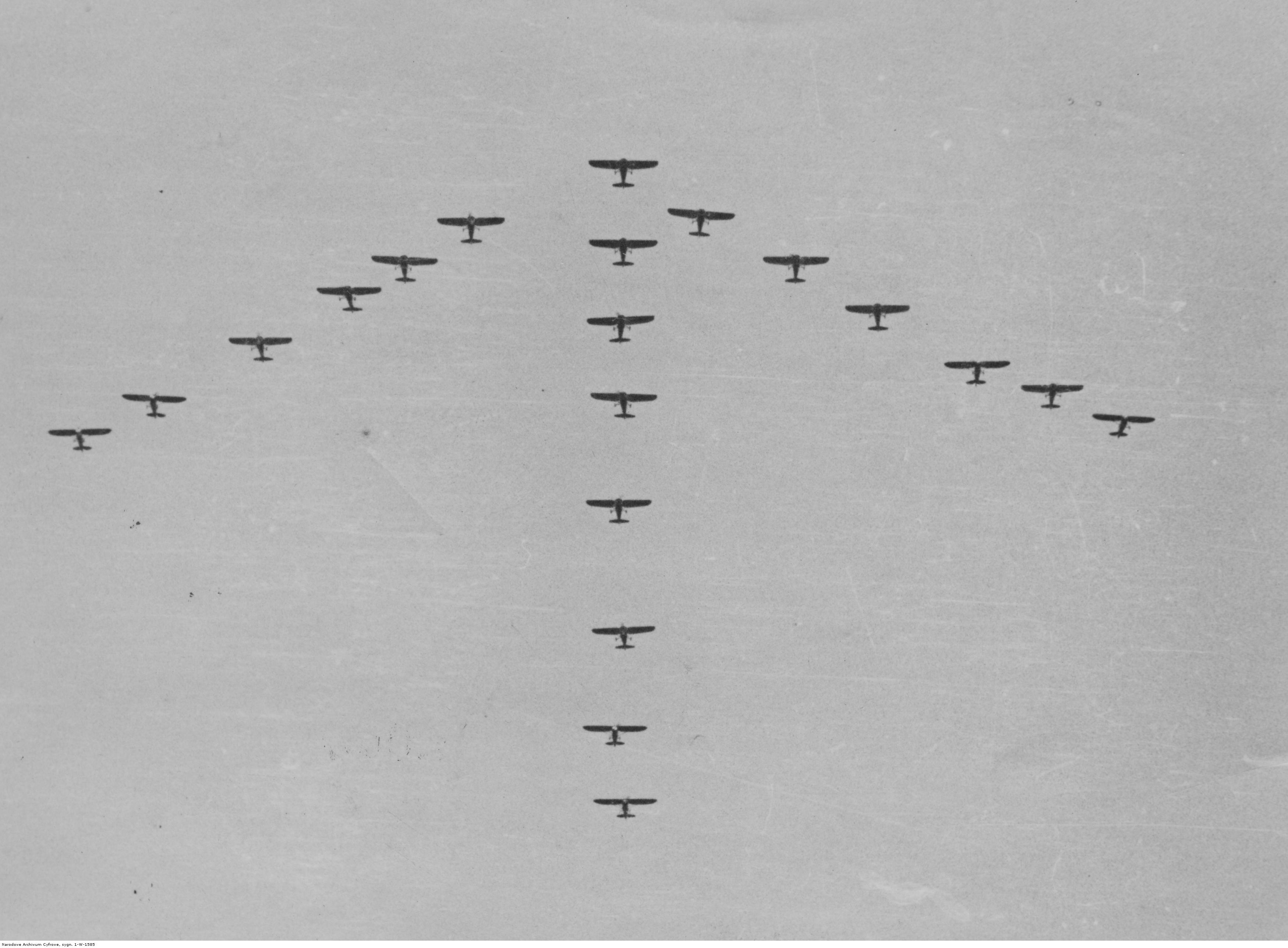
Pokazy lotnicze w 4 pułku lotniczym w Toruniu – eskadra samolotów podczas pokazów akrobatycznych

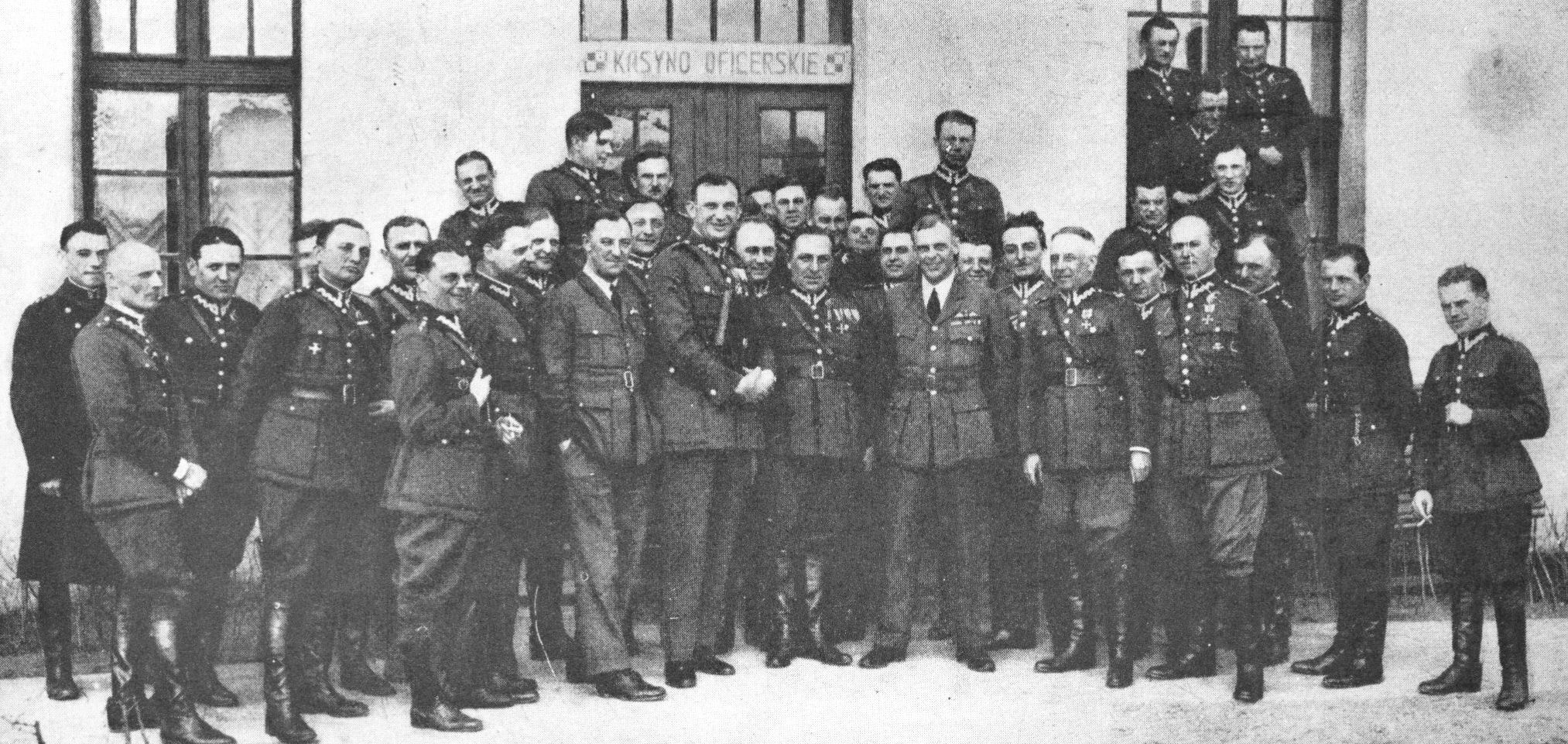
Oficerowie pułku w 1931 roku

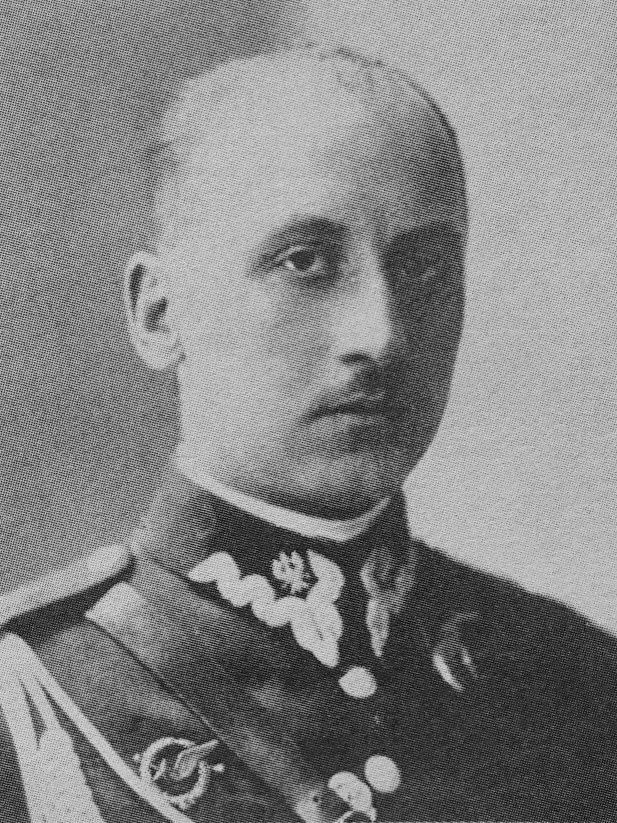
Ppłk. Władysław Heller

4 Pułk Lotniczy – oddział lotnictwa Wojska Polskiego w II Rzeczypospolitej.

## Formowanie i zmiany organizacyjne
4 pułk lotniczy został sformowany w maju 1924 na lotnisku w Toruniu. Swój rodowód wywodził z Toruńskiej Szkoły Obserwatorów Lotniczych.
Na przełomie 1923 i 1924 zmieniła się koncepcja szkolenia pilotów i obserwatorów. Przeważyły tendencje unifikacyjne polegające na postawieniu na wszechstronność szkolonego personelu lotniczego. Postanowiono przebudować istniejący system szkolenia i częściowo zlikwidować istniejące szkoły różnego typu. Decyzją likwidacji objęto między innymi Toruńską Szkołę Obserwatorów, a na jej miejsce stworzono 4 pułk lotniczy. Pierwszym dowódcą został dotychczasowy komendant szkoły płk pil. Roman Florer.
Organizacja pułku przebiegała przez cały rok 1924. Planowano wówczas utworzyć dwa dywizjony wywiadowcze po dwie eskadry każdy (miały to być 41, 42, 43 i 44 eskadra). Z powodu braku sprzętu eskadry otrzymały pozostałe po Szkole samoloty różnych typów, a pierwszy personel wywodził się z instruktorów szkoły.
25 czerwca 1924 roku w Centralnej Szkole Strzelniczej w Toruniu zostało przeprowadzone pierwsze w Polsce strzelanie przeciwlotnicze do celu rzeczywistego. Rękaw ciągniony był na 300 m linie za samolotem pilotowanym przez sierż. Jana Krajewskiego z 4 Pułku Lotniczego (obserwatorem był por. Jan II Wajda). Cel zwalczały obsługi karabinów maszynowych. Obaj członkowie załogi tego samolotu zginęli w późniejszym czasie śmiercią lotnika: porucznik obserwator Jan Wajda 27 października 1924 roku w Biedrusku, natomiast starszy sierżant pilot Jan Krajewski 24 lutego 1927.
Na wiosnę 1925 pułk otrzymał nowe samoloty Potez XXV. W 1926 nastąpiły kolejne zmiany w organizacji pułku. Utworzona została 116 eskadra myśliwska, którą wkrótce przemianowano na 142 eskadrę. Dotychczasowa 44 eskadra została przemianowana najpierw na 115 eskadrę myśliwską, a wkrótce na 141 eskadrę myśliwską. 43 Eskadrę została rozwiązana. Nastąpiła także wymiana samolotów. Eskadry obserwacyjne (liniowe) uzupełniono nowymi Potezami XXV i XXVII, a eskadrę myśliwską wyposażono w samoloty Blériot-SPAD S.61C1. W latach 1926–1930 nastąpiła rozbudowa garnizonu lotniczego w Toruniu będącego główną siedzibą pułku, aż do 1939.
Wiosną 1929 pułk został włączony w skład 2 Grupy Aeronautycznej. Dwa lata później, po likwidacji 2 Grupy Aeronautycznej, pułk został podporządkowany dowódcy 1 Grupy Aeronautycznej. Z dniem 1 stycznia 1936 pułk został włączony do składu 3 Grupy Aeronautycznej, która w tym samym roku została przemianowana na 3 Grupę Lotniczą. W składzie 3 Grupy Lotniczej pozostał do 1939.
Wiosną 1939 Sztab Lotniczy, w oparciu o wytyczne gen. bryg. Józefa Zająca, zmodyfikował założenia planu rozbudowy lotnictwa wojskowego, zatwierdzonego w 1937 przez Komitet do Spraw Uzbrojenia i Sprzętu. Zgodnie z nowymi założeniami organizacja 4 pułku lotniczego w dniu 1 kwietnia 1942 miała wyglądać następująco:
- jedna eskadra rozpoznawcza a. 10 samolotów PZL-46 „Sum”,
- jeden dywizjon obserwacyjny a. dwie eskadry – 21 samolotów LWS-3 „Mewa”,
- jeden dywizjon myśliwski a. dwie eskadry – 22 samoloty nieustalonego typu, prawdopodobnie PZL-50 „Jastrząb”, PZL-45 „Sokół”, francuskie Morane-Saulnier MC-406, brytyjskie Hawker „Hurricane” lub inne[6].

## Struktura organizacyjna pułku
| Lata | Eskadry liniowe         | Godło |
| ---- | ----------------------- | ----- |
| 1930 | 41 eskadra rozpoznawcza |       |
| 1930 | 42 eskadra liniowa      |       |
| 1930 | Eskadry myśliwskie      |       |
| 1930 | 141 eskadra myśliwska   |       |
| 1930 | 142 eskadra myśliwska   |       |
| 1930 | Eskadry towarzyszące    |       |
| 1930 | 43 eskadra towarzysząca |       |
| 1936 | Eskadry liniowe         |       |
| 1936 | 41 eskadra liniowa      |       |
| 1936 | 42 eskadra liniowa      |       |
| 1936 | Eskadry myśliwskie      |       |
| 1936 | 141 eskadra myśliwska   |       |
| 1936 | 142 eskadra myśliwska   |       |
| 1936 | 143 eskadra myśliwska   |       |
| 1936 | Eskadry towarzyszące    |       |
| 1936 | 43 eskadra towarzysząca |       |
| 1937 | Eskadry liniowe         |       |
| 1937 | 41 eskadra liniowa      |       |
| 1937 | 42 eskadra liniowa      |       |
| 1937 | Eskadry myśliwskie      |       |
| 1937 | 141 eskadra myśliwska   |       |
| 1937 | 142 eskadra myśliwska   |       |
| 1937 | Eskadry towarzyszące    |       |
| 1937 | 43 eskadra towarzysząca |       |
| 1937 | 46 eskadra towarzysząca |       |

## Mobilizacja w sierpniu 1939 roku
W sierpniu 1939 przeprowadzona została mobilizacja alarmowa. W jej wyniku istniejące eskadry lotnicze uzupełnione zostały do etatów wojennych, zorganizowane zostały pododdziały służb i baza lotnicza. Po zakończeniu mobilizacji 4 pułk lotniczy został zlikwidowany.
Pododdziały wystawione przez 4 pułk lotniczy w mobilizacji alarmowej 1939:
- III/4 dywizjon myśliwski
  - 141 Eskadra Myśliwska
  - 142 Eskadra Myśliwska
- 41 Eskadra Rozpoznawcza
- 42 Eskadra Rozpoznawcza
- 43 Eskadra Towarzysząca
- 46 Eskadra Towarzysząca
- pluton łącznikowy nr 7
- pluton łącznikowy nr 8
- 24 kompania obsługi węzła lotnisk
- 24 kolumna samochodów ciężarowych lotnictwa
- 24 pluton telefoniczny lotnictwa bombowego
- 5 kompania lotniskowa (dowództwo, 81, 82, 83 pluton wartowniczy lotniskowy, 81, 82 pluton lotniskowy)
- pluton półstały artylerii przeciwlotniczej 40 mm nr 881 – por. obs. L. Kozłowski[a]
- pluton półstały artylerii przeciwlotniczej 40 mm nr 882 – por. kpt. obs. W. Malinowski
- 81 stacja meteorologiczna
- 166 samodzielny patrol meteorologiczny
- 4 pododdział portowy
- 1 ruchomy park lotniczy
- Baza Lotnicza nr 4 – mjr Adam Sheybal (dowództwo, kwatermistrzostwo, kompania wartownicza, dywizjon szkolny [eskadra szkolna i eskadra treningowa], eskadra zapasowa, oddział portowy z kompanią portowa, 2 parki lotnicze)

## Kadra pułku
Dowódcy pułku
- płk pil. Roman Florer (1 V 1924 – 10 IV 1925 → komendant Oficerskiej Szkoły Lotniczej)
- ppłk Jan Kieżun (5 X 1925 – 23 XII 1926 → dyspozycja II wiceministra spraw wojskowych)
- ppłk pil. August Menczak (II 1927 – I 1931 → dyspozycja dowódcy OK VIII)
- ppłk obs. Władysław Eugeniusz Heller (23 I 1931 – 20 IV 1934 → II zastępca szefa Departamentu Aeronautyki MSWojsk)
- płk dypl. pil. inż. Stanisław Kuźmiński (IV 1934 – V 1936 → komendant Wyższej Szkoły Lotniczej)
- płk Bolesław Stachoń (V 1936 – VIII 1939 → dowódca Lotnictwa i OPL Armii „Pomorze”)

Zastępcy dowódcy pułku
- ppłk obs. Władysław Franciszek Bielawski (1 V[9] – 5 XI 1924 → 1 plot[10])
- mjr / ppłk pil. Piotr Abakanowicz (5 XI 1924 – 1 IV 1925 → zastępca dowódcy 3 plot.)
- ppłk pil. August Menczak (1 IV 1925 – II 1927 → dowódca 4 plot.)
- mjr Maksymilian Kowalewski (od 27 IV 1929[11])
- ppłk pil. Stanisław Skarżyński (1938 – 1939)

### Żołnierze pułku – ofiary zbrodni katyńskiej
Biogramy zamordowanych znajdują się na stronie internetowej Muzeum Katyńskiego
| Nazwisko i imię | stopień              | zawód             | miejsce pracy przed mobilizacją | zamordowany |
| --------------- | -------------------- | ----------------- | ------------------------------- | ----------- |
| Helbing Stefan  | podporucznik rezerwy | urzędnik          | fabryka w Ozorkowie             | Katyń       |
| Jara Stanisław  | podporucznik rezerwy | inżynier          |                                 | Katyń       |
| Kuryłło Tadeusz | porucznik            | żołnierz zawodowy |                                 | Katyń       |

## Odznaka pułkowa i znaki na samolotach

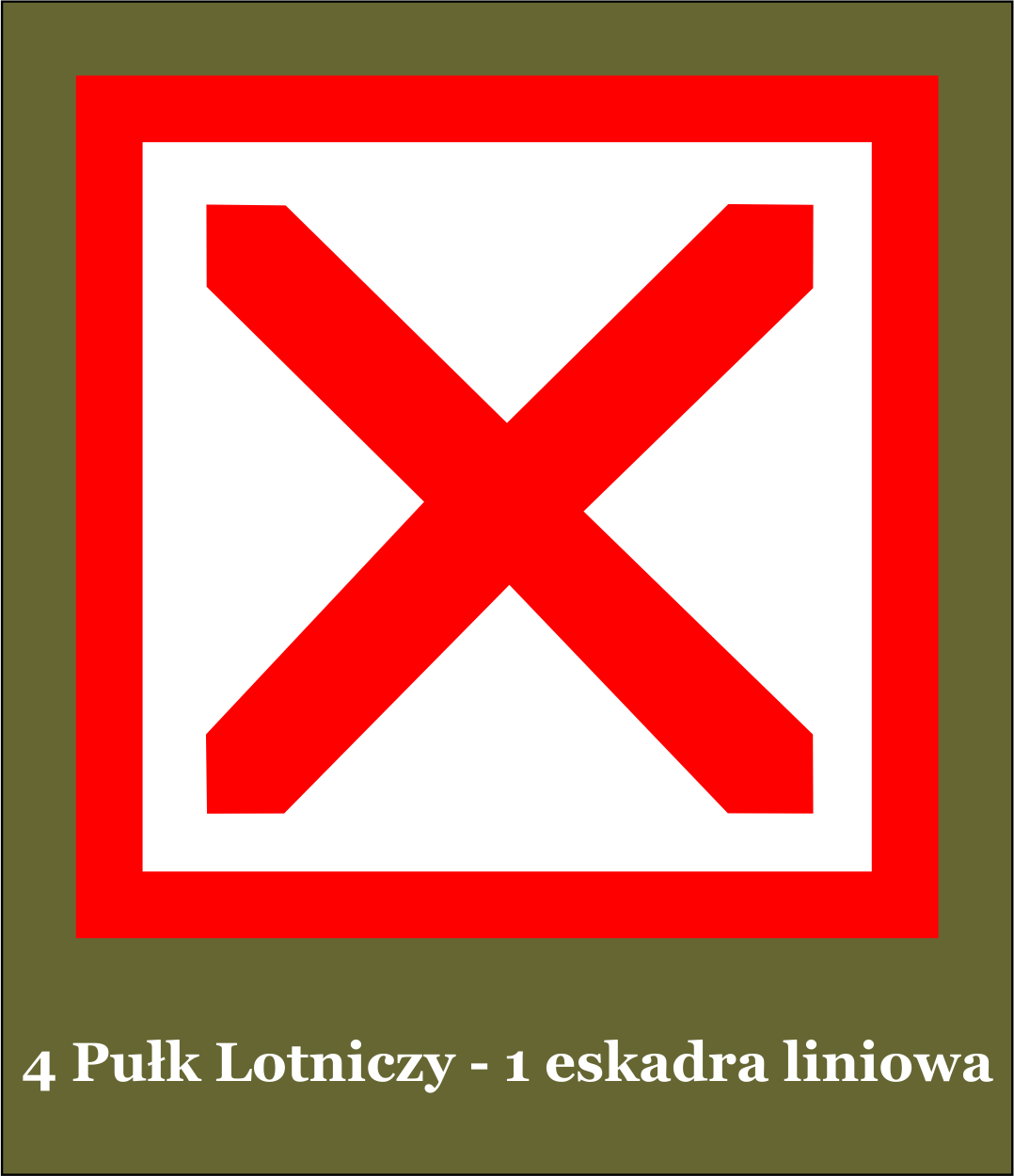
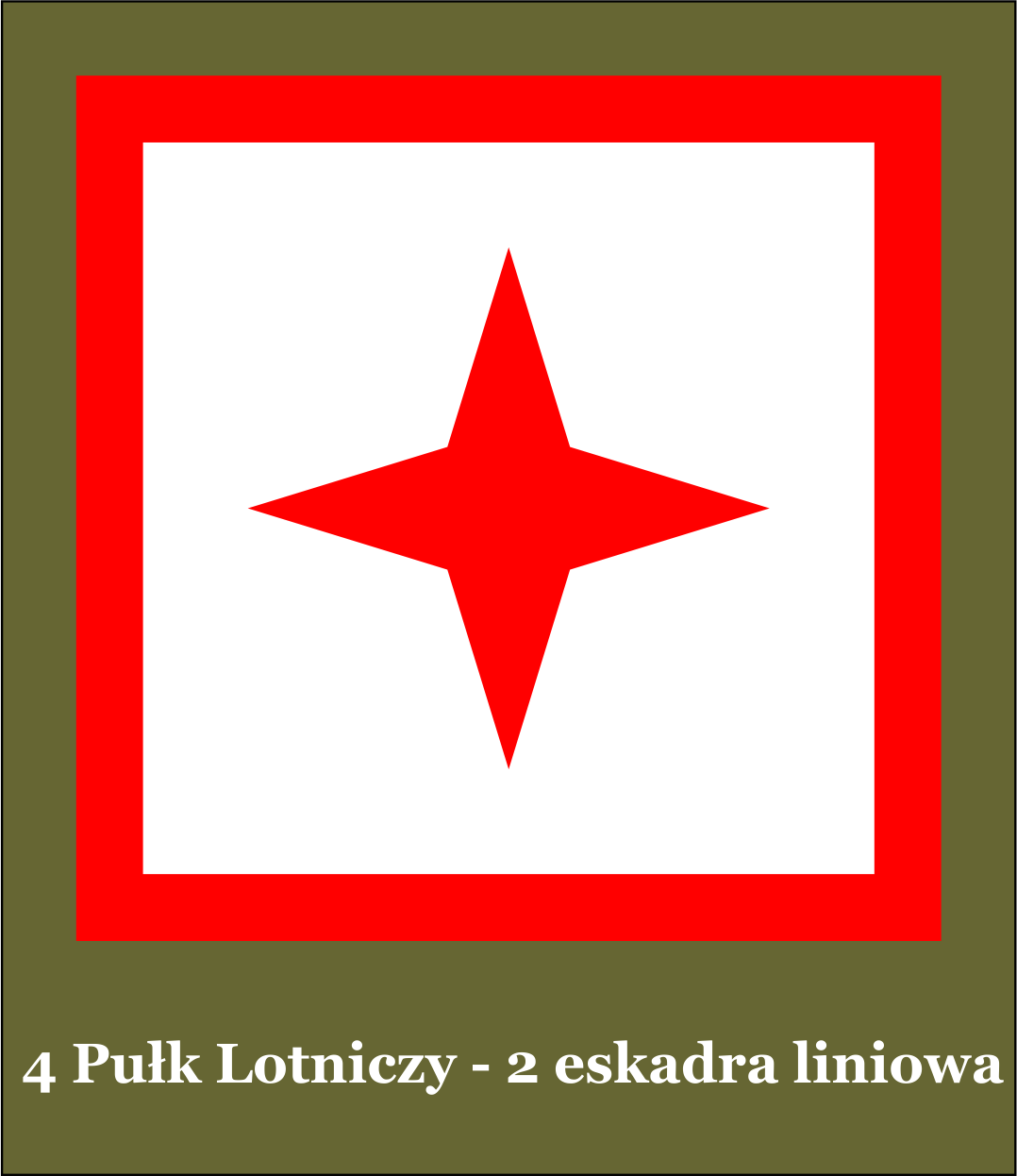
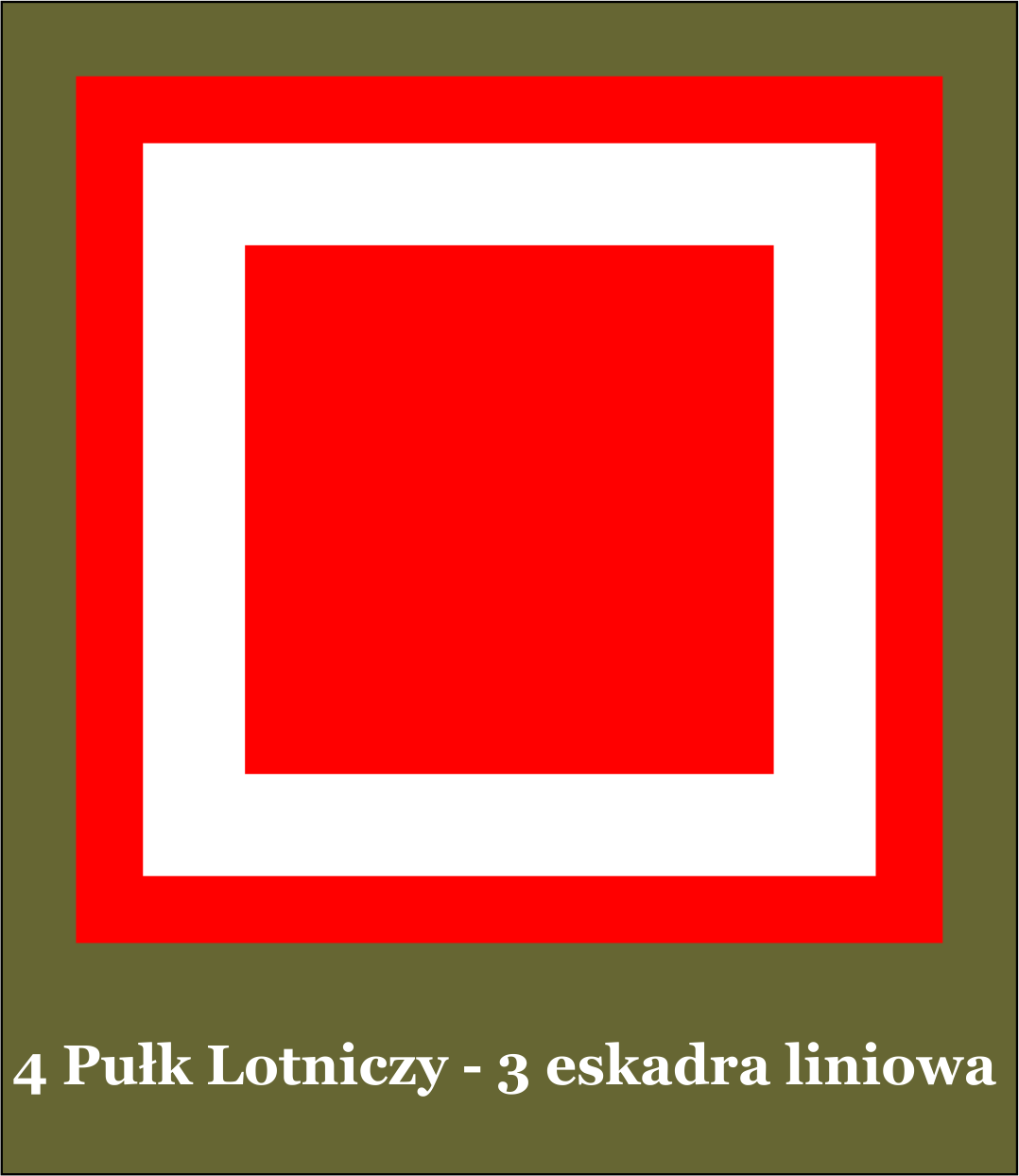
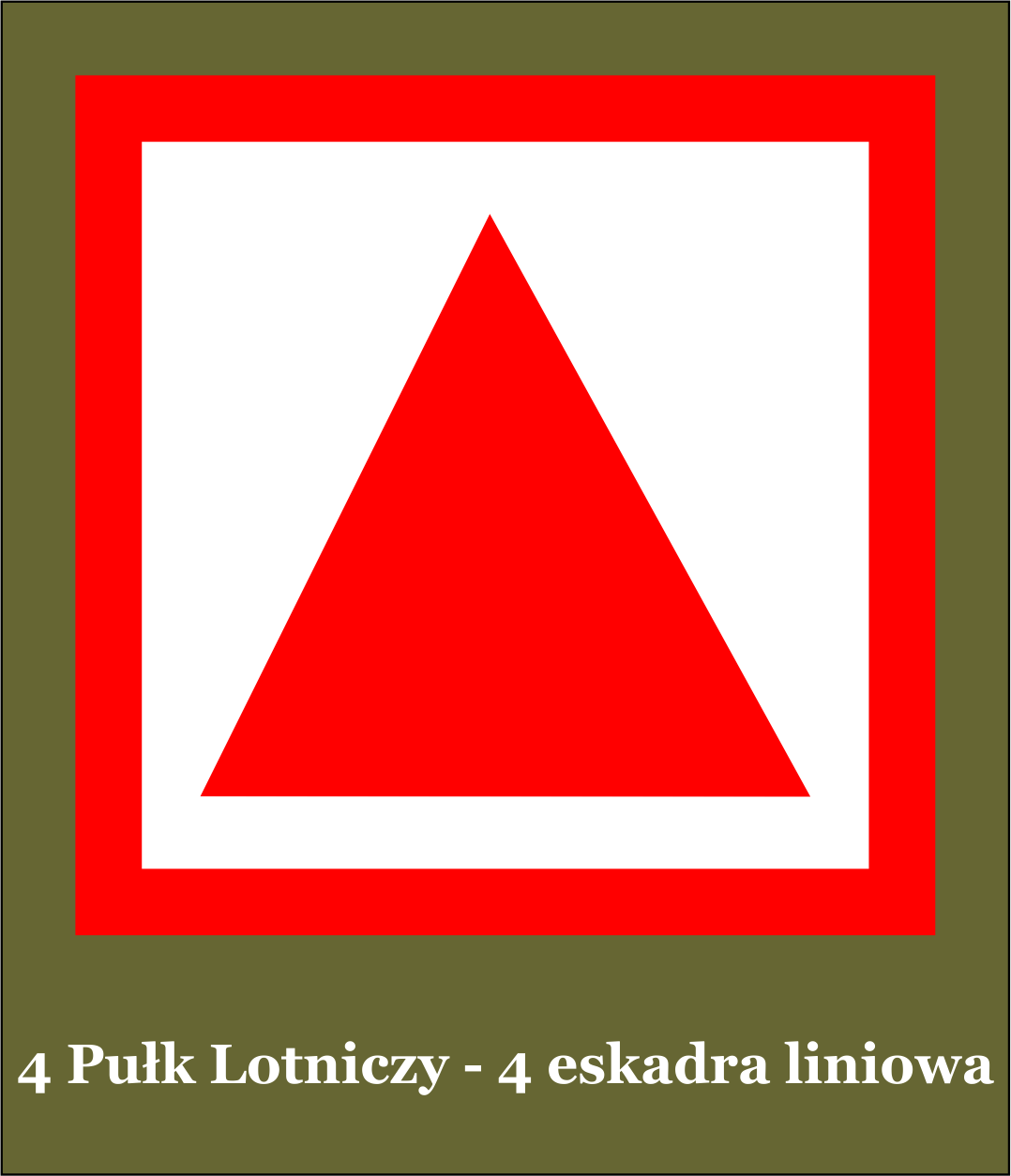
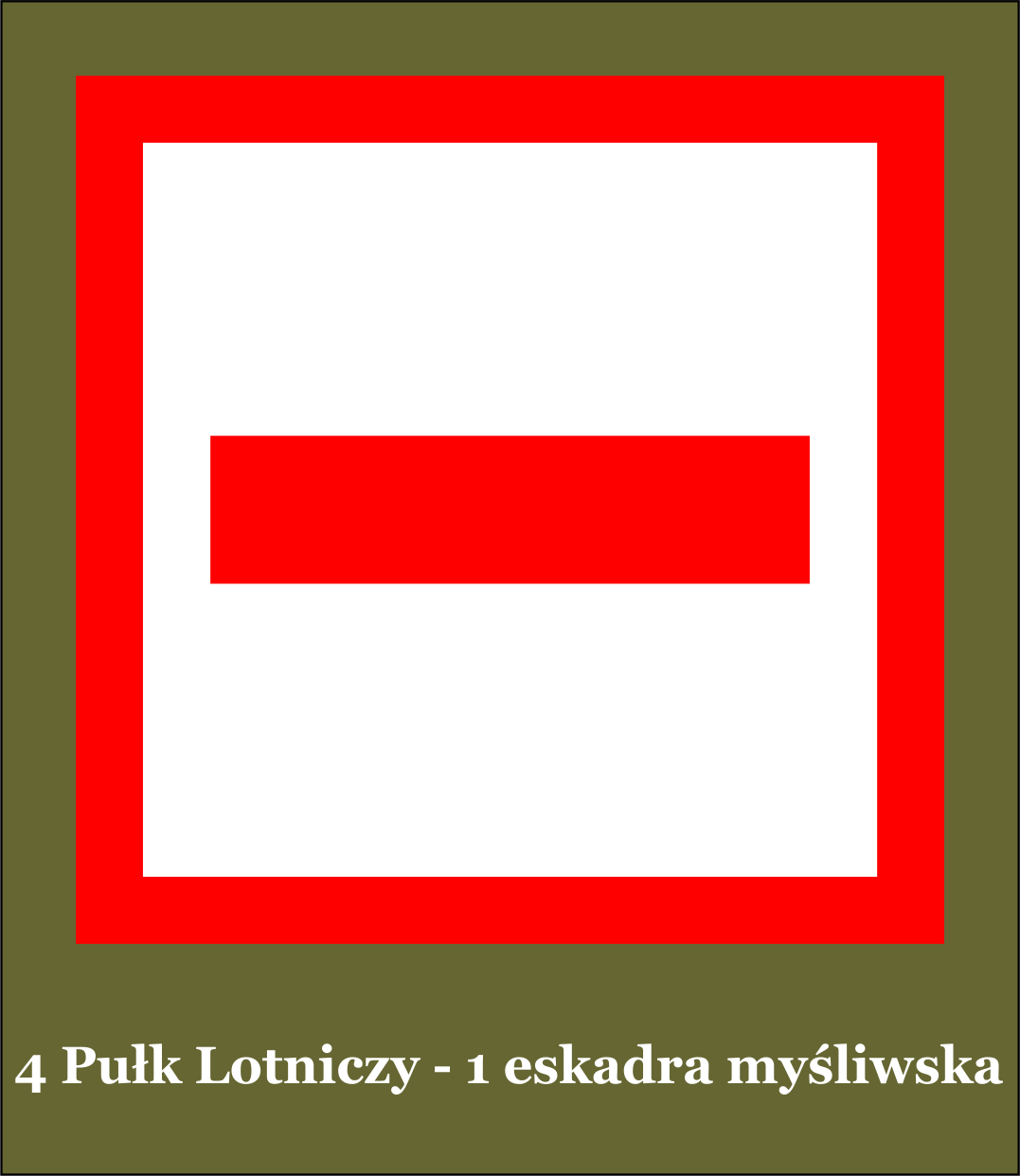
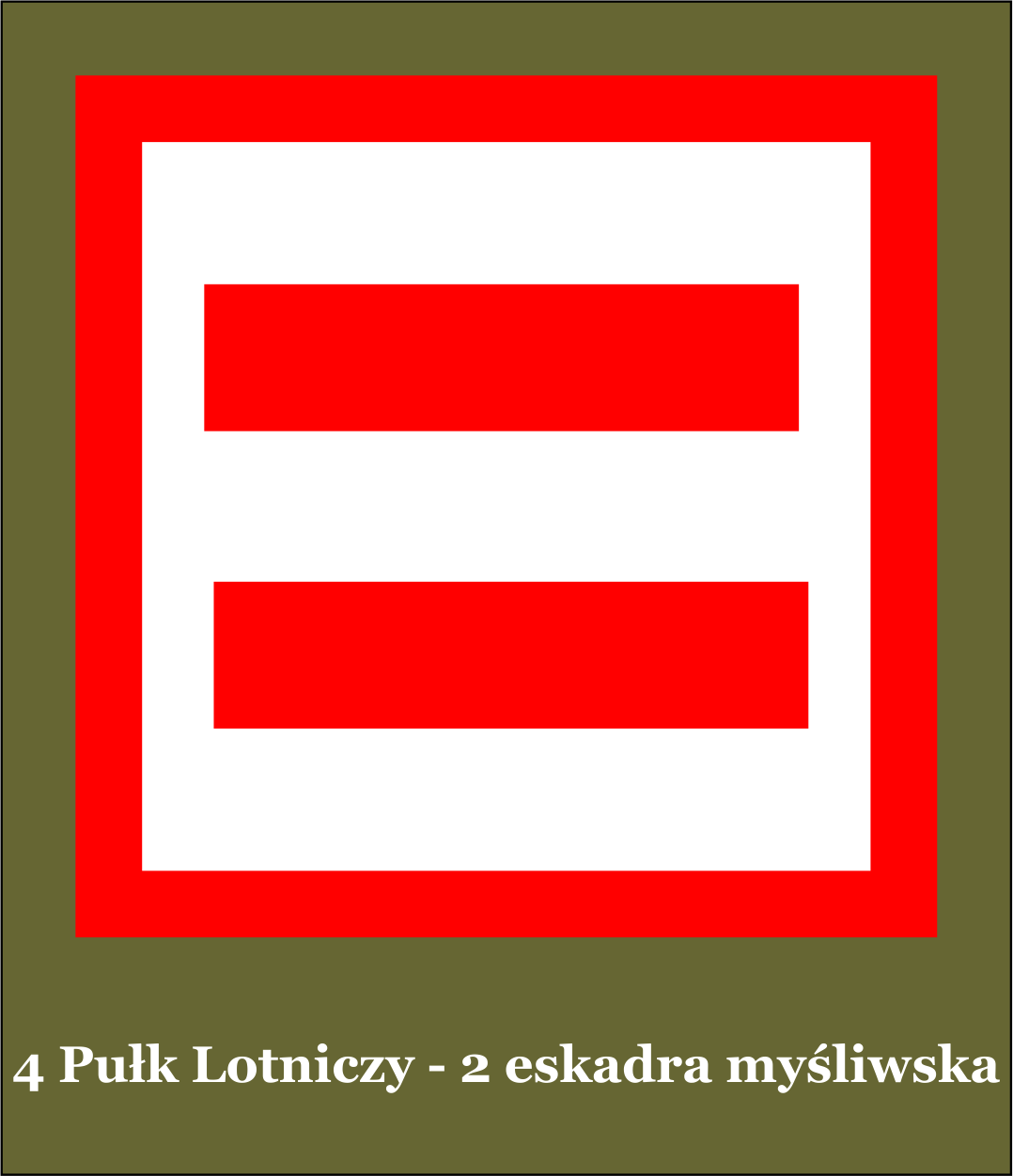
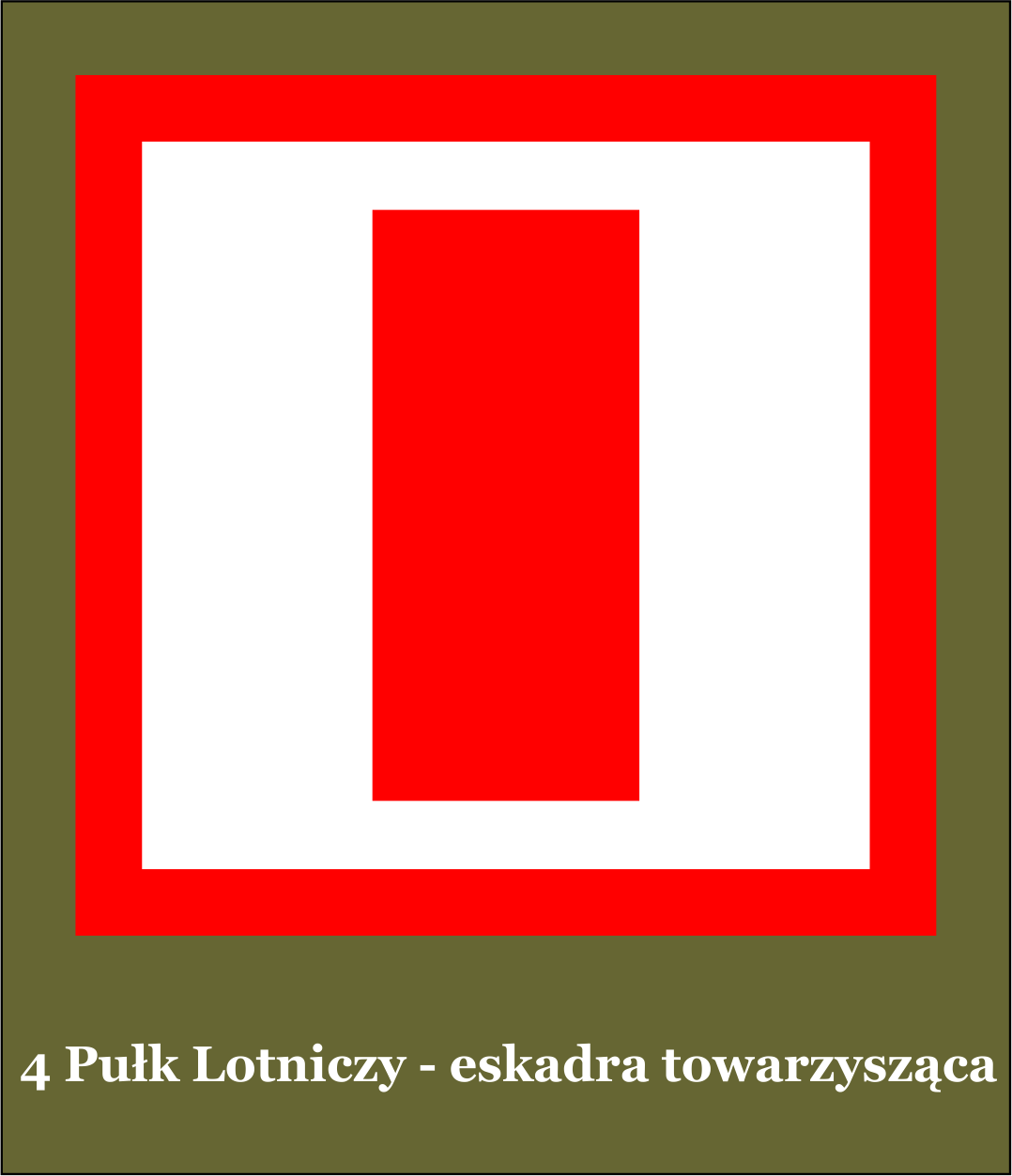

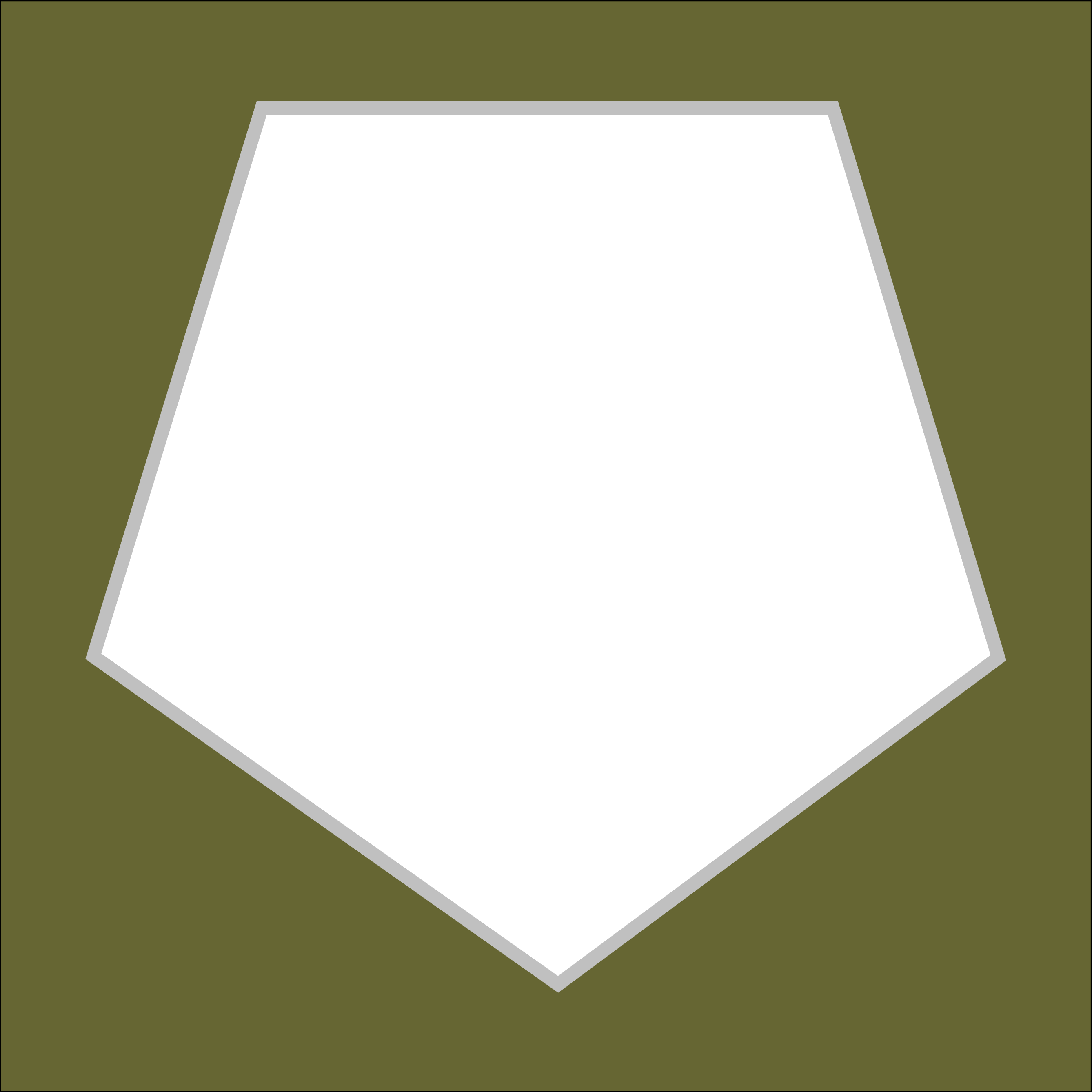
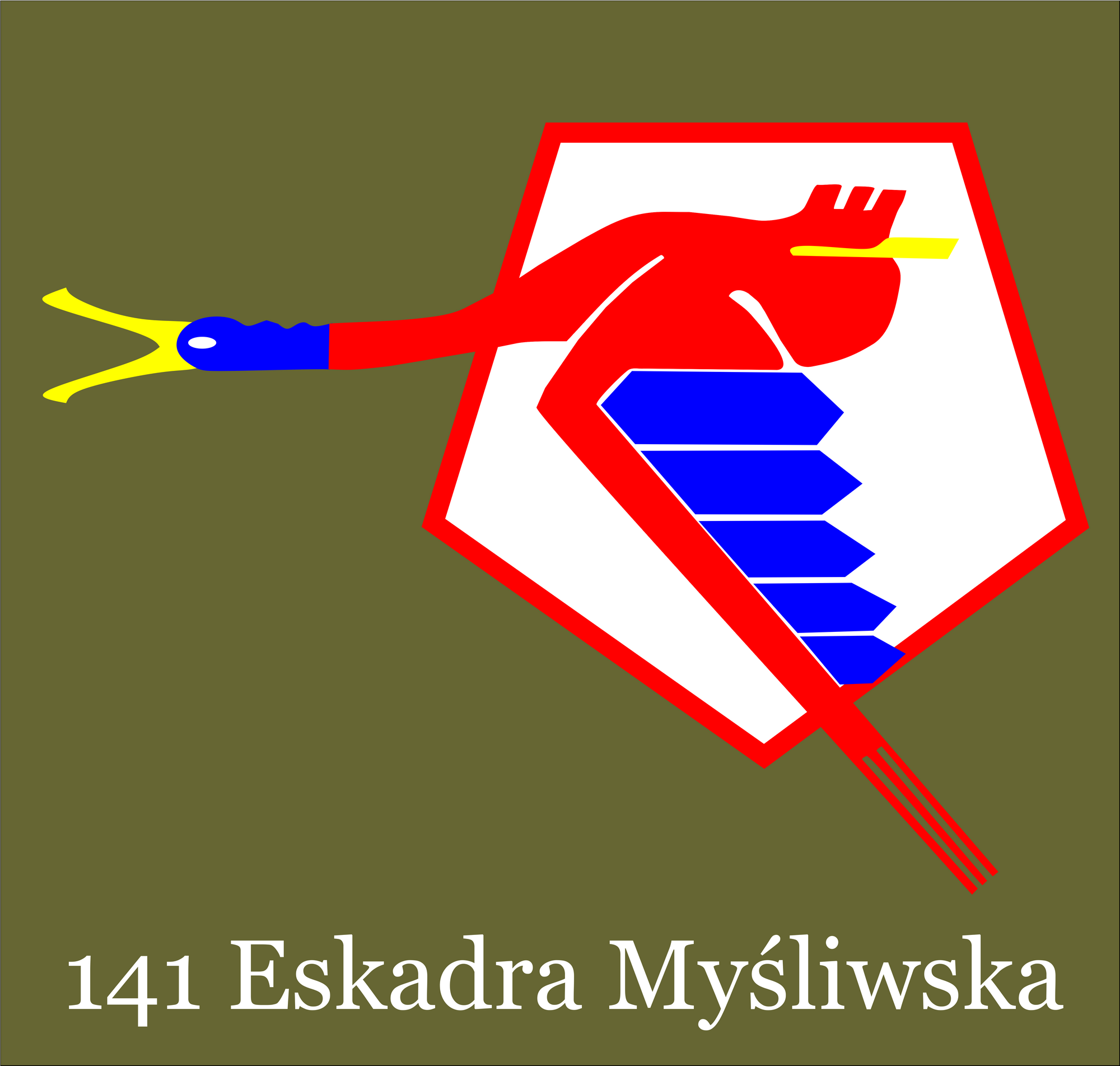
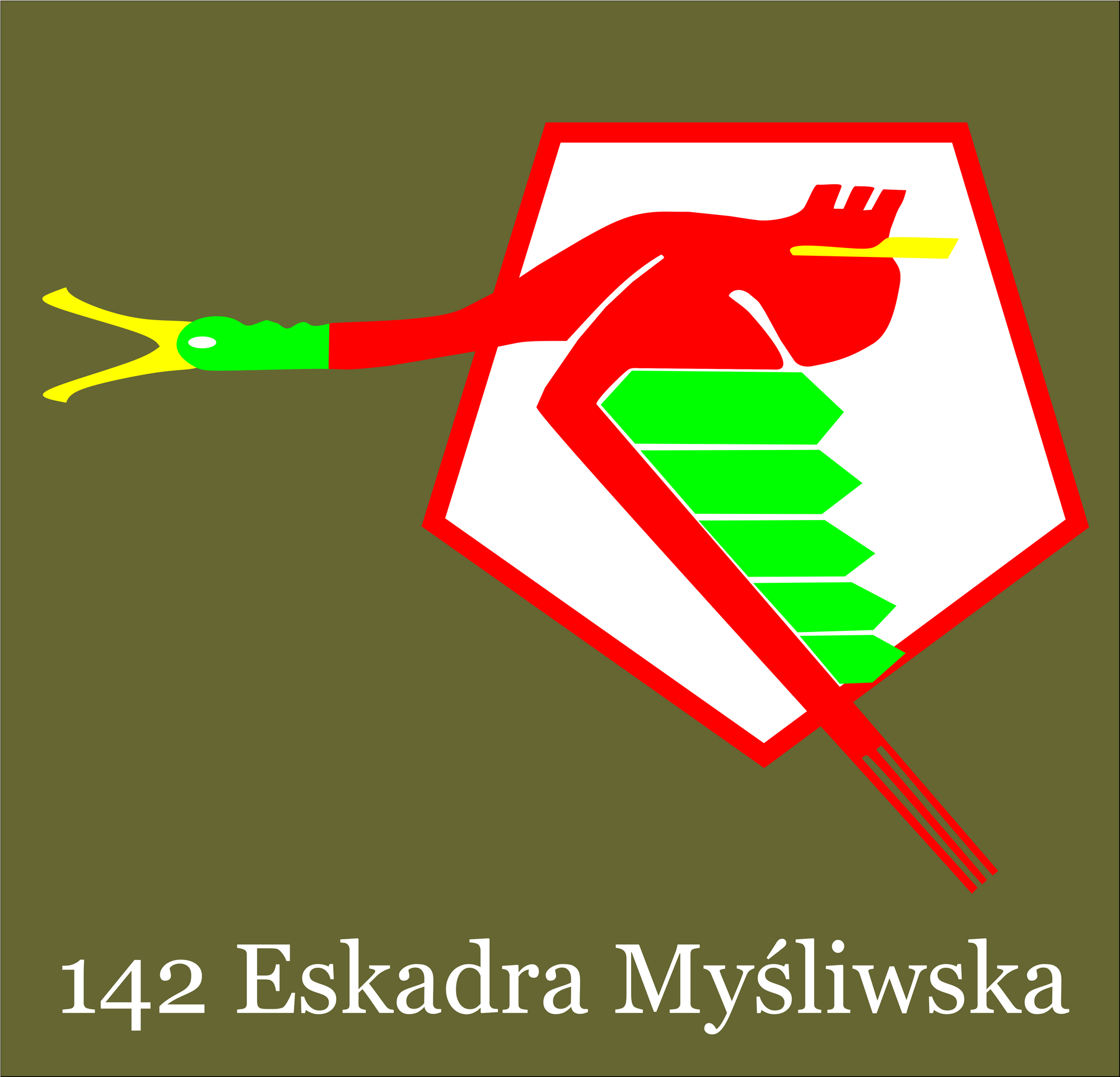
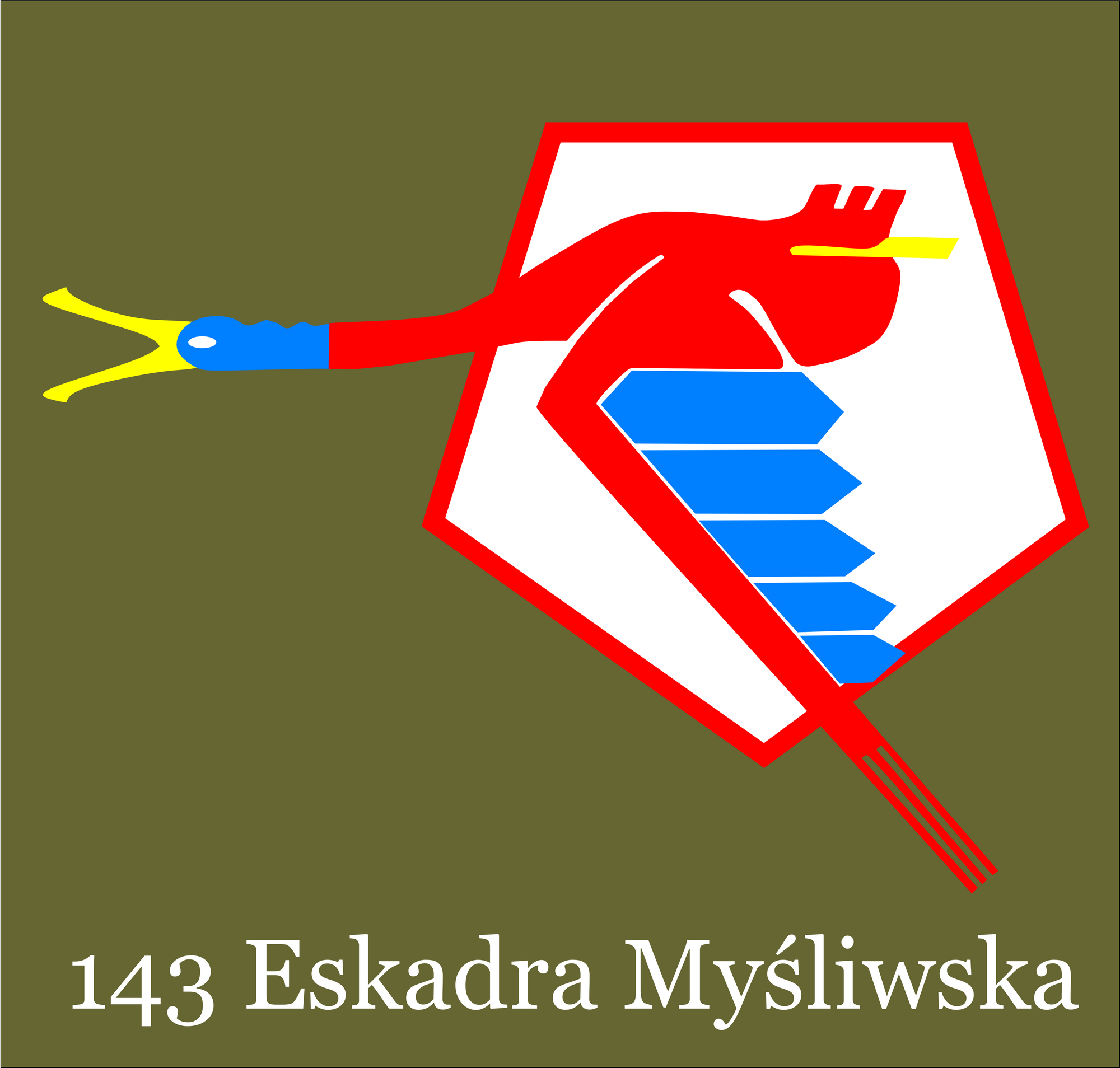
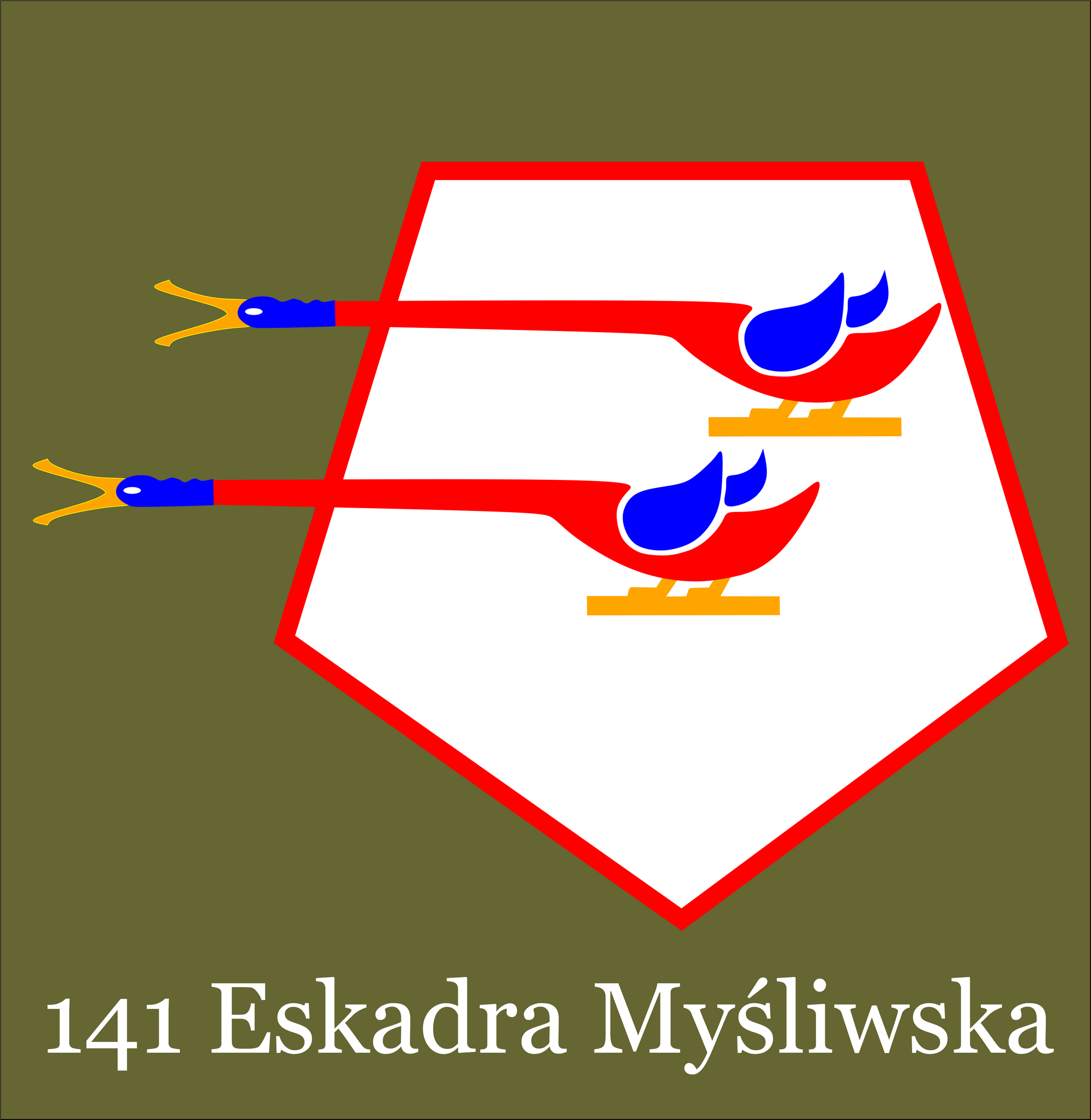
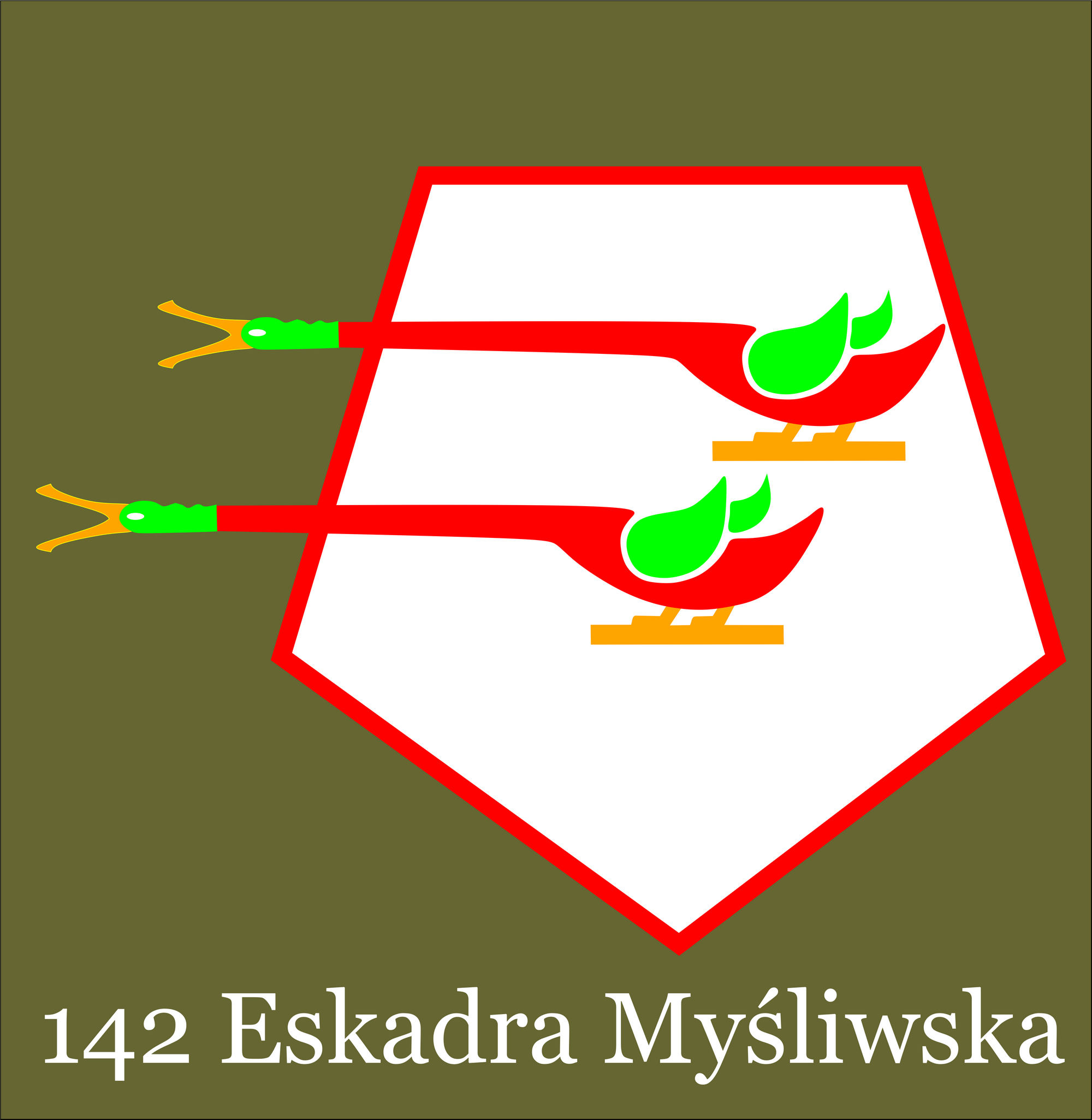
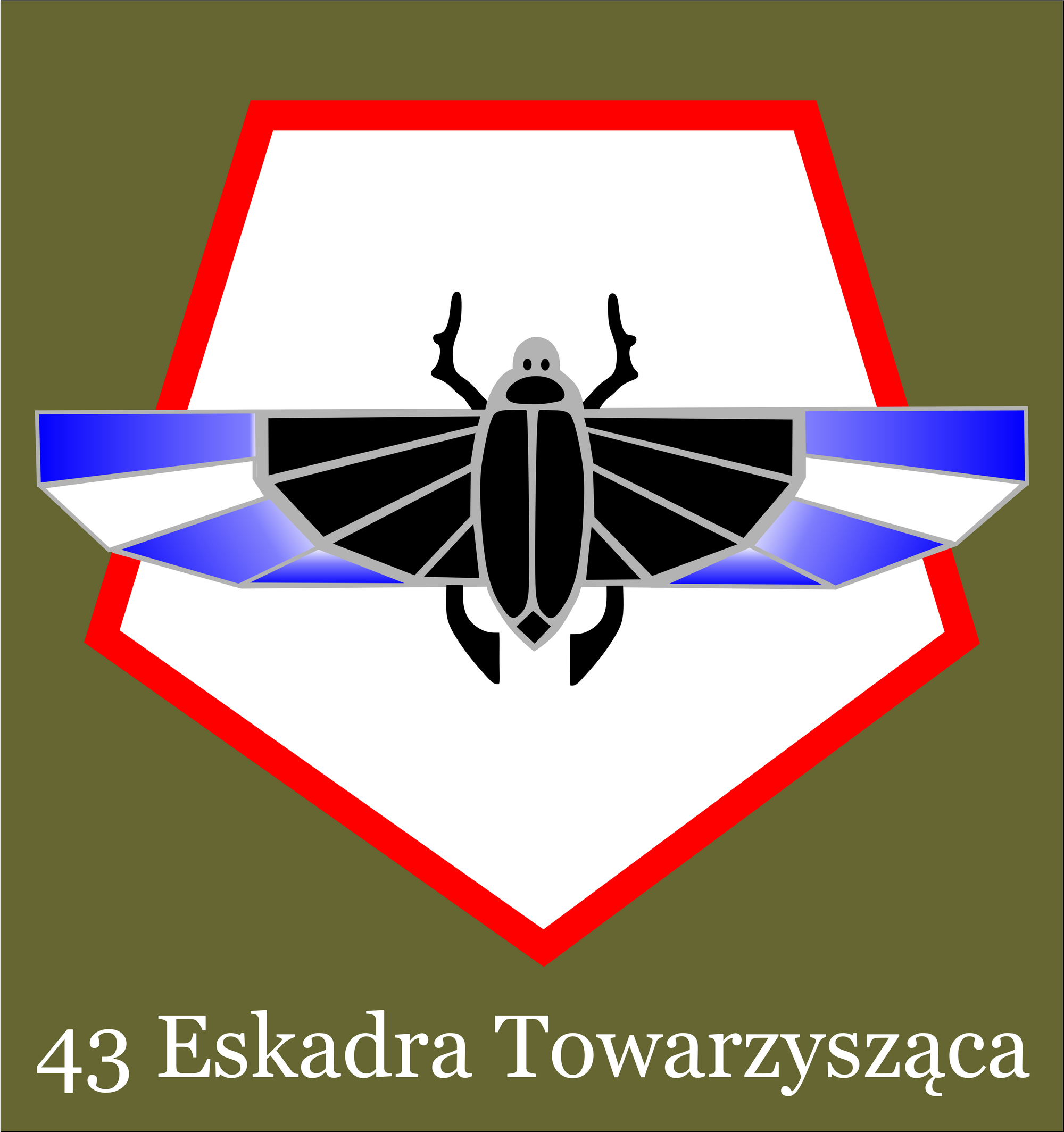
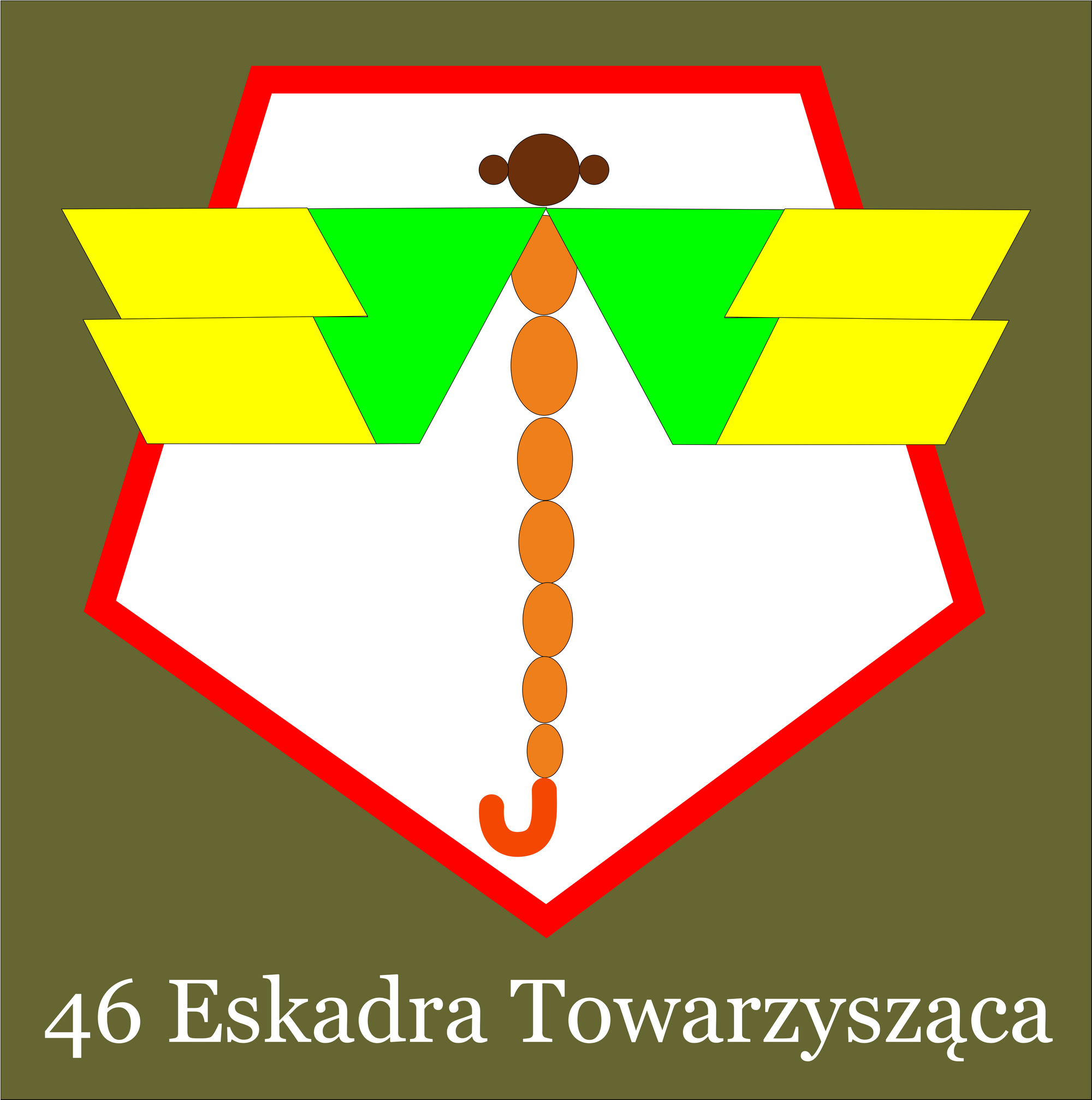
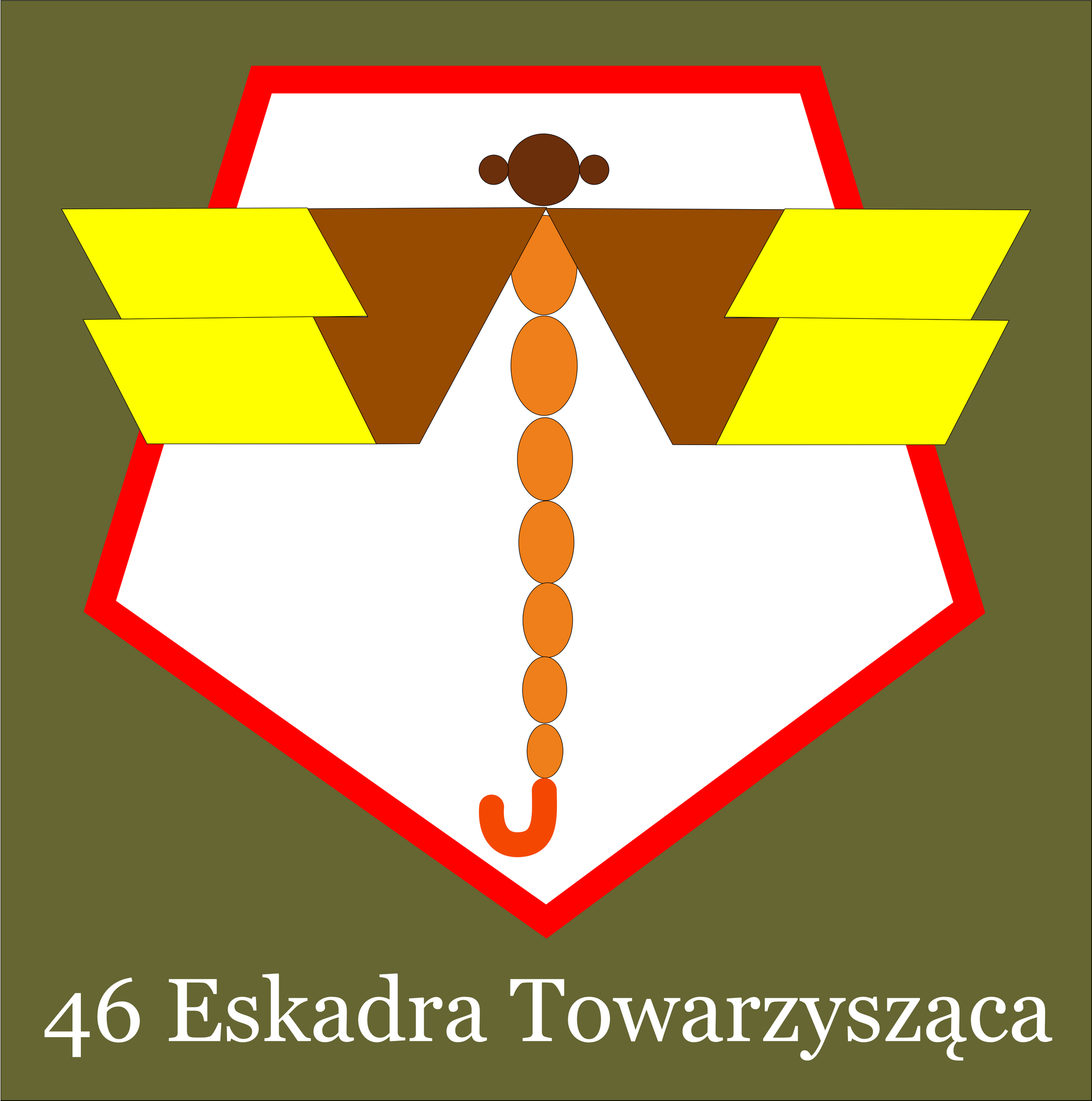
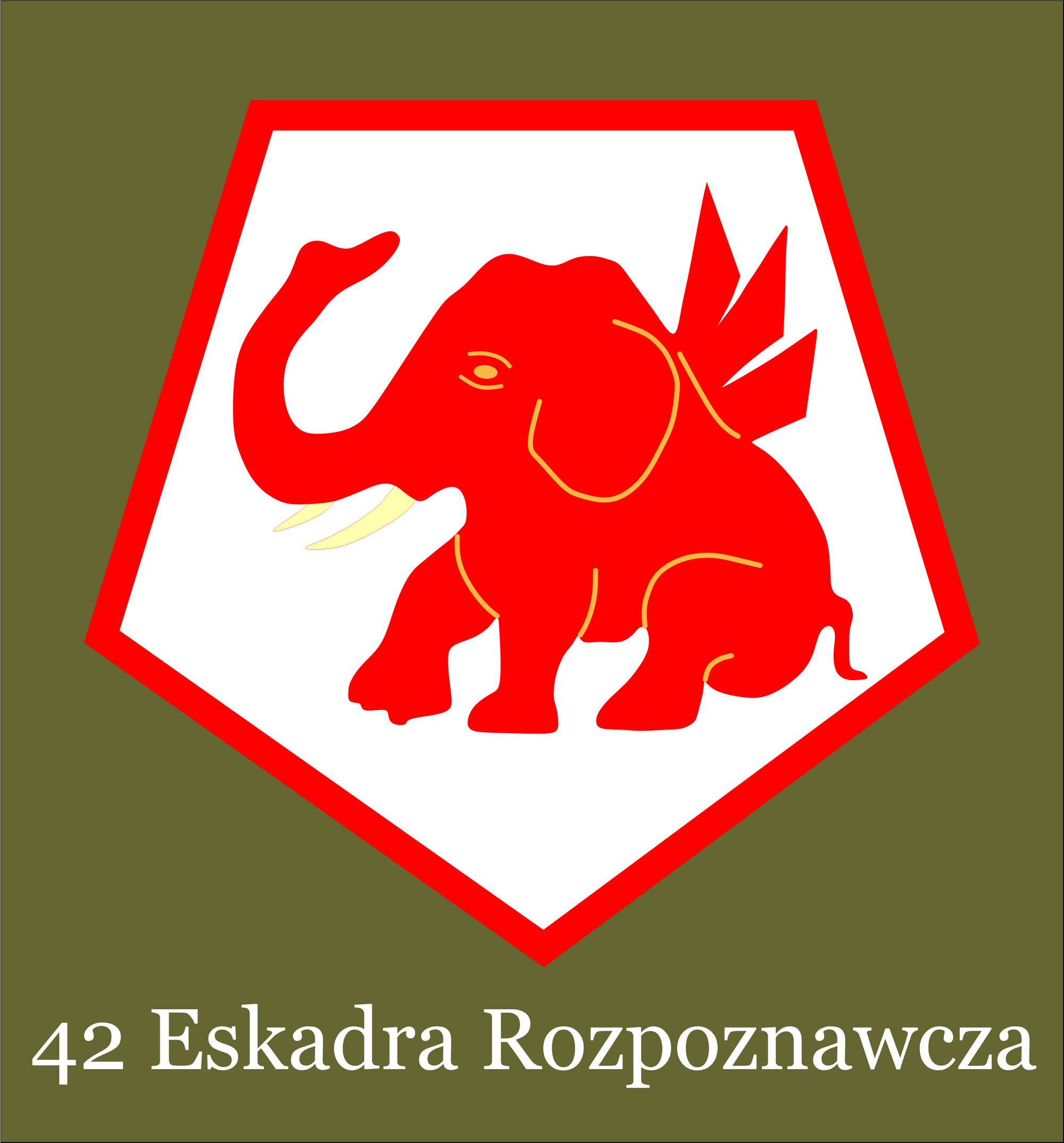

Odznaka zatwierdzona została w Dzienniku Rozkazów MSWojsk. nr 3, poz. 18 z 26 marca 1934.
Jednoczęściową odznakę o wymiarach 44×41 mm, a wykonaną w srebrze stanowi stylizowany srebrny krzyż. W jego centrum znajduje się wizerunek gryfa pomorskiego. Na ramionach krzyża wpisano numer i inicjały 4 PL.
Na rewersie próba srebra i imiennik grawera WG. Odznaki wykonywał Wiktor Gontarczyk z Warszawy.
Wersje
bita z kontrą, wykonana przez Jana Knedlera z Warszawy
z nakładką, rewers gładki, wykonana przez Adama Nagalskiego z Warszawy
wykonana w białym metalu, rewers bez sygnatur.
Znaki na samolotach pułku w latach 1927–1932
Regulaminowe tło pod godło eskadr 4 pułku lotniczego obowiązujące od 1932 i godła „zwierzęce” eskadr
Umieszczana pod skrzydłem litera identyfikacyjna 4 pułku lotniczego 